# August Ségur-Cabanac
Pour les articles homonymes, voir Ségur (homonymie) et Cabanac (homonymie).
Pour les autres membres de la famille, voir Maison de Ségur.
August, comte von Ségur-Cabanac, né le 22 janvier 1881 à Brünn et mort le 1er mars 1931 à Vienne, est un haut fonctionnaire et homme politique autrichien.

## Biographie
D'une famille de l'ancienne noblesse française, dont une branche s'est installée en Autriche par l'intermédiaire du comte Auguste de Ségur-Cabanac (1771-1847), qui après avoir émigré, devint général-major et chambellan de l'Empereur d'Autriche.
Docteur en droit, il rentra dans l'administration. Ségur est membre du Parlement de 1919 à 1924. Il devient vice-président du parti social chrétien dans le Landtag de Basse-Autriche.
En 1920, il est membre du Conseil national. Il est ministre des Finances du 31 mai 1922 au 14 novembre 1922.
Entre 1923 et 1927, il est président du Dorotheum.

## Sources
- (de) W. Rosner: Ségur-Cabanac August Gf. von. dans Österreichisches Biographisches Lexikon 1815–1950 (ÖBL). vol. 12, Maison d'édition de l'Académie autrichienne des sciences, Vienne 2005,  (ISBN 3-7001-3580-7), p. 112.